# Porretas
Porretas est un groupe de punk rock espagnol, originaire de Hortaleza, Madrid. Leurs chansons traitent de sujets très divers, généralement liés à leur monde comme les bars, la bière, la fumette, et le football. Ils jouent un rock très direct et simple, et ne traitent généralement pas de thèmes personnels.

## Biographie

### Années 1980–2000
Les cousins Rober et Pajarillo commencent à jouer en 1985, mais ne se font pas connaitre avant le début des années 1990, après avoir remporté un concours  musical organisé dans leur quartier, et avant d'être rejoint par El Bode et Luis. Ils s'inspirent de leurs groupes préférés de l'époque tels que Barón Rojo, Leño et La Polla Records. Après avoir joué en ouverture de plusieurs concerts, ils enregistrent, en 1991, Que se vayan puñetas. Il comprend notamment le morceau Si nos dejáis (enregistré en seulement 15 jours). 
En 1993, pour l'enregistrement de leur troisième album, Última generación, ils signent avec le label RCA Records, ce qui les place dans une position privilégiée au sein des nouveaux groupes de rock. Malgré les divergences d'opinions entre le groupe et son label, ce premier publie l'album No tenemos solución en 1995, produit par Rosendo. Après sa rupture de contrat avec RCA, le groupe passe deux ans à répéter avant de signer avec le label Edel Music. Ici sort l'album le plus mature du groupe, Baladas pa un sordo, qui comprend le morceau Marihuana qui est probablement plus grand succès international. De cette façon, ils participent à plusieurs festivals et publient, en 1998, leur sixième album Rocanrol. 
En 2000, ils publient Clásicos, un album comprenant des reprises de leurs groupes préférés des années 1980 comme Obús, Leño et Los Suaves. Leur huitième album, Hortaleza, est publié en 2001. Coïncidant avec le vingtième anniversaire du groupe, ils publient en 2005 Porretas, dixième album du groupe. Deux ans auparavant, ils sortent leur double CD/DVD intitulé El Directo, où ils passent en revue leurs hits.
En 2007, ils se lancent dans la tournée Ni un paso atrás, durant laquelle ils partagent l'affiche avec les groupes Reincidentes, Boikot et Sonora et qui les emmènent dans plusieurs villes d'Espagne. En avril 2008, ils enregistrent leur onzième album, intitulé Once, aux studios Sonoland de Coslada (Madrid), produit par Haritz Harreguy, et publié en septembre au label Realidad Musical. En décembre de cette même année, sort l'album Ni un paso atrás (en directo), où quatre chansons du groupe sont enregistrées lors de sa performance le 21 septembre 2007 au Festival PCE de Madrid, le dernier jour de la tournée homonyme.

### Années 2010
En novembre 2010, ils retournent au studio d'enregistrement pour donner forme à l'album 20 y serenos, avec lequel ils fêtent leur vingtième anniversaire, et dans lequel plusieurs chanteurs interprètent des classiques du répertoire de Hortaleza,. L'album est publié le 3 mai 2011.
Le 22 juillet 2011, Rober, chanteur et guitariste du groupe, meurt d'un cancer colorectal, maladie qui l'a forcé à arrêter sa carrière il y a déjà deux ans. Depuis la mort de Rober, Pajarillo endosse le chant solo. Le 26 février 2013, le groupe publie son treizième album, intitulé La Vamos a liar !!, premier album du groupe enregistré sans Rober. Deux ans plus tard, après un processus de création constante, Porretas décide de publier Al enemigo ni agua, quatorzième album, le 3 février 2015.
En février 2017, ils reviennent avec leur quinzième album, intitulé Clásicos II. Dans cet opus, comme en 2000, ils reprennent des classiques du rock espagnol. En 2018, le groupe participe au festival Viña Rock

## Membres

### Membres actuels
- Pajarillo (Juan Carlos Díaz Mira) - basse, chant
- El Bode (José Manuel Cobela Cano) - guitare, chant
- Manolo (Manuel Benítez Suárez) - guitare, chœurs
- Luis (Luis Barrio Saavedra) - batterie

### Ancien membre
- Rober (Roberto Mira Pérez) - chant, guitare (décédé en 2011)

## Discographie

### Albums studio
- 1991 : Que se vayan hacer puñetas
- 1992 : Si nos dejáis
- 1993 : Última generación
- 1995 : No tenemos solución
- 1997 : Baladas pa un sordo
- 1998 : Rocanrol
- 2000 : Clásicos
- 2002 : Hortaleza
- 2003 : El Directo
- 2005 : Porretas
- 2008 : Once
- 2011 : 20 y serenos
- 2013 : La Vamos a liar!!
- 2015 : Al enemigo ni agua
- 2017 : Clásicos II

### Autres
- 2003 : 12 botellines y 5 tercios (compilation non officielle)
- 2008 : Ni un paso atrás (en directo) (avec Reincidentes, Boikot et Sonora)